# Heinrich Auge
Heinrich Auge (* 3. Februar 1898 in Recklinghausen; † 21. Februar 1977 ebenda) war ein deutscher Politiker der SPD.

## Leben
Auge, römisch-katholischen Glaubens, besuchte nach dem Abschluss der Mittelschule ein Lehrerbildungsseminar und war seit 1919 Volksschullehrer, zuletzt als Rektor. Er war 1945 Mitbegründer der Gewerkschaft Erziehung und Wissenschaft und dort ehrenamtlicher Leiter der Rechtsschutzabteilung. Auge war seit 1922 mit Theodora, geb. Freyhoff, verheiratet und hatte drei Kinder.
Auge, der bereits 1925 der SPD beigetreten war, gehörte von 1957 bis 1969 dem Deutschen Bundestag an. 1957 zog er über die Landesliste der SPD Nordrhein-Westfalen ins Parlament ein und gewann 1961 sowie 1965 das Direktmandat im Wahlkreis Recklinghausen-Stadt.
Von 1952 bis 1972 war Auge Oberbürgermeister von Recklinghausen.

## Ehrungen
- 1965: Großes Verdienstkreuz der Bundesrepublik Deutschland
- 1973: Großes Verdienstkreuz mit Stern der Bundesrepublik Deutschland[1]
- Nach Auge sind die Heinrich-Auge-Hauptschule und die Heinrich-Auge-Sporthalle in Recklinghausen benannt.